# Сальников, Виктор Фёдорович
Виктор Фёдорович Сальников (14.04.1917, Казахстан — 30.08.1977) — помощник командира взвода пешей разведки 287-го стрелкового полка старшина — на момент представления к награждению орденом Славы 1-й степени.

## Биография
Родился 14 апреля 1917 года в городе Верный в семье переселенца с Урала. Отец, бывший казак Оренбургского казачьего войска, умер в 1923 году. В 1933 году Виктор окончил 7 классов. Работал наборщиком в типографии.
В 1938 году был призван в Красную Армию. Служил на Тихоокеанском флоте матросом, затем стал главстаршиной на боевом корабле. С первых дней Великой Отечественной войны подавал рапорта об отправке на фронт. Его просьба была удовлетворена только начале 1942 года.
С мая 1942 года в действующей армии. На фронте стал разведчиком. Боевое крещение получил под Сталинградом. Летом 1944 года в составе 290-й отдельной разведывательной роты 51-й стрелковой дивизии участвовал в боях за освобождение Белоруссию.
22 июня 1944 года в районе населенного пункта Мазуры наступающие подразделения залегли под плотным пулеметным огнём. Красноармеец Сальников со своим отделением обошел с тыла вражеские позиции, ворвался в окопы, гранатой и огнём из автомата истребил расчет вражеского пулемета, участвовал в захвате «языка». Был представлен к награждению орденом Славы 3-й степени.
Наступление продолжалось. 4 июля 1944 года уже старший сержант Сальников в боях за город Полоцк в составе разведывательного взвода атаковал вражеские траншеи на окраине города, гранатами и в рукопашном бою уничтожил 8 солдат. 9 июля 1944 года, находясь в разведке около деревни Межаны, захватил «языка» и, несмотря на ранение, доставил его в часть.
Приказом от 7 июля 1944 года красноармеец Сальников Виктор Фёдорович награждён орденом Славы 3-й степени.
Приказом от 11 сентября 1944 года старший сержант Сальников Виктор Фёдорович награждён орденом Славы 2-й степени.
В дальнейшем в составе своей дивизии форсировал Западную Двину и Нарев, участвовал в боях за освобождение Польши, громил врага в Восточной Пруссии. Зимой 1944 года в составе разведгруппы участвовал в глубоком поиске в тылу врага. Разведчики достали ценные сведения о противнике, штабные карты. Старший сержант Сальников с напарником, единственные из группы, раненые смогли выйти к своим и доставить разведданные командованию. После госпиталя вернулся в свою часть.
2 марта 1945 года старшина Сальников при выполнении боевого задания близ населенного пункта Шёнау проник с группой бойцов в тыл противника. Скрытно приблизившись к траншеям и забросав их гранатами, разведчики уничтожили свыше 10 противников, 6 захватили в плен. Заняв населенный пункт Шёнау, разведчики удерживали его до подхода основных сил. За этот бой был представлен к награждению орденом Славы 1-й степени.
После Победы участвовал в параде на Красной площади 24 июня 1945 года. Был в группе советских воинов, бросивших штандарты вражеских частей к мавзолею.
Указом Президиума Верховного Совета СССР от 29 июня 1945 года за исключительное мужество, отвагу и бесстрашие, проявленные в боях с вражескими захватчиками, старшина Сальников Виктор Фёдорович награждён орденом Славы 1-й степени. Стал полным кавалером ордена Славы.
В 1945 году был демобилизован. Вернулся в город Алма-Ату. До выхода на пенсию работал разливщиком стали на Алматинском заводе тяжелого машиностроения. Трагически погиб 30 августа 1977 года от разбойного нападения. Похоронен в Алматы на городском кладбище по улице Рыскулова, недалеко от памятника павшим на полях Великой Отечественной войны.
Награждён орденами Славы 3-х степеней, медалями.